# 訊連科技
訊連科技（英語：CyberLink，臺證所：5203）是一家供應數位影音多媒體的全球性軟體公司，總部位於中華民國新北市，代表产品为威力導演及PowerDVD。

## 歷史
讯连科技1996年由黃肇雄創辦。

## 公司產品
訊連科技的一系列多媒體應用解決方案，主要可分為兩大類：
- 媒體創作：透過威力導演、PhotoDirector、PowerProducer等應用軟體可創作影片、相片以及藍光與DVD光碟等。
- 媒體娛樂：PowerDVD

訊連也有Android及iOS平台的產品，如YouCam等App。

## 外部連結
- 訊連科技 （页面存档备份，存于）
- 台灣公司資料 （页面存档备份，存于）
- 訊連科技的Facebook專頁
- YouTube上的訊連科技頻道